# Eleutherobia zanahoria
Eleutherobia zanahoria är en korallart som beskrevs av Williams 2000. Eleutherobia zanahoria ingår i släktet Eleutherobia och familjen läderkoraller. Inga underarter finns listade i Catalogue of Life.